# Lagoana rotundata
Lagoana rotundata är en insektsart som beskrevs av Schmidt 1924. Lagoana rotundata ingår i släktet Lagoana och familjen Dictyopharidae. Inga underarter finns listade i Catalogue of Life.